# Periboeum umbrosum
Periboeum umbrosum là một loài bọ cánh cứng trong họ Cerambycidae.